# Chapel of the Snows

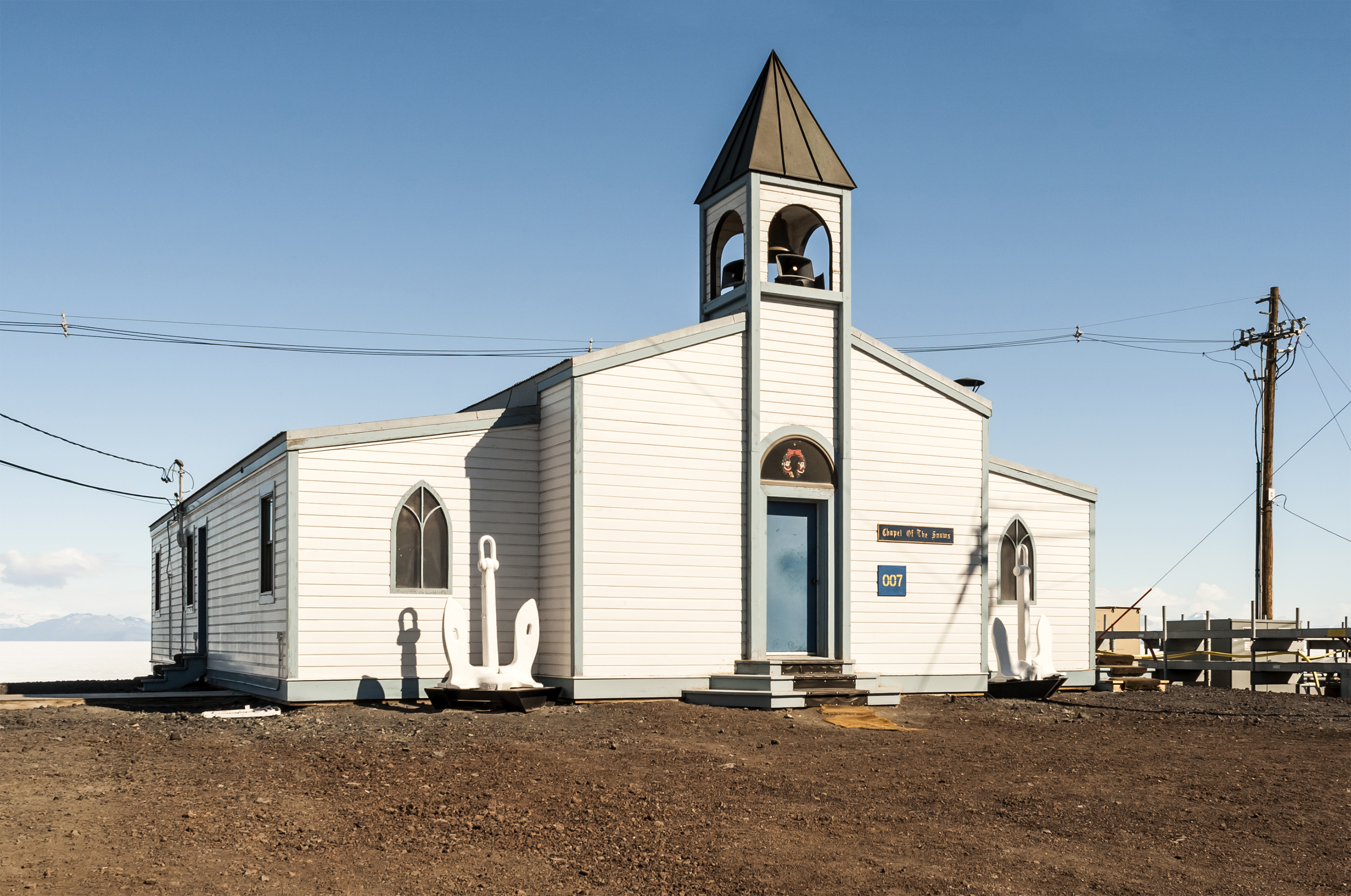
Chapel of the Snows (2008)

Die Chapel of the Snows (englisch, „Kapelle im Schnee“) ist eine überkonfessionelle christliche Kapelle in der von den Vereinigten Staaten betriebenen McMurdo-Forschungsstation auf der antarktischen Ross-Insel. Sie ist nach einem ganz aus Eis bestehenden Gebäude in der argentinischen Belgrano II-Station der südlichste Sakralbau der Erde. Es werden regelmäßige Gottesdienste angeboten. Die evangelischen Geistlichen werden von der Air National Guard der USA gestellt. Das Erzbistum Wellington und später das Bistum Christchurch in Neuseeland entsandte von 1958 bis 2015 katholische Priester, stellte dies aber aufgrund der gesunkenen Zahl der Gläubigen ein.
Die englisch Chapel of the Snows wird auch für Veranstaltungen und Treffen anderer Glaubensgemeinschaften oder säkularer (nichtreligiöser) Gruppen genutzt.
Die derzeitige Kapelle wurde im Jahr 1989 eingeweiht, nachdem das bis dahin genutzte Gebäude im August 1978 einem Brand zum Opfer fiel.

## Galerie

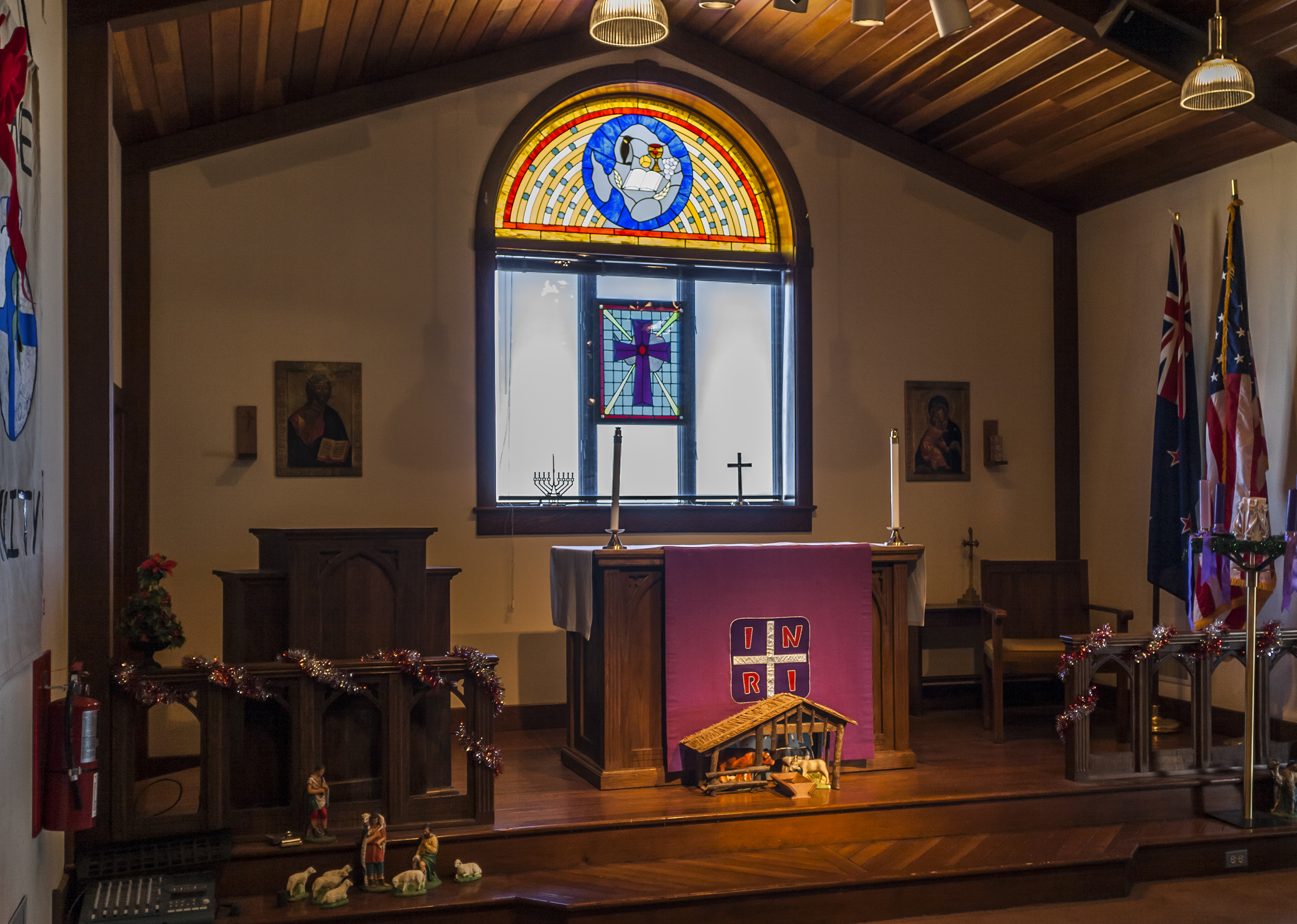
Innenraum der Kapelle (Weihnachten 2008)
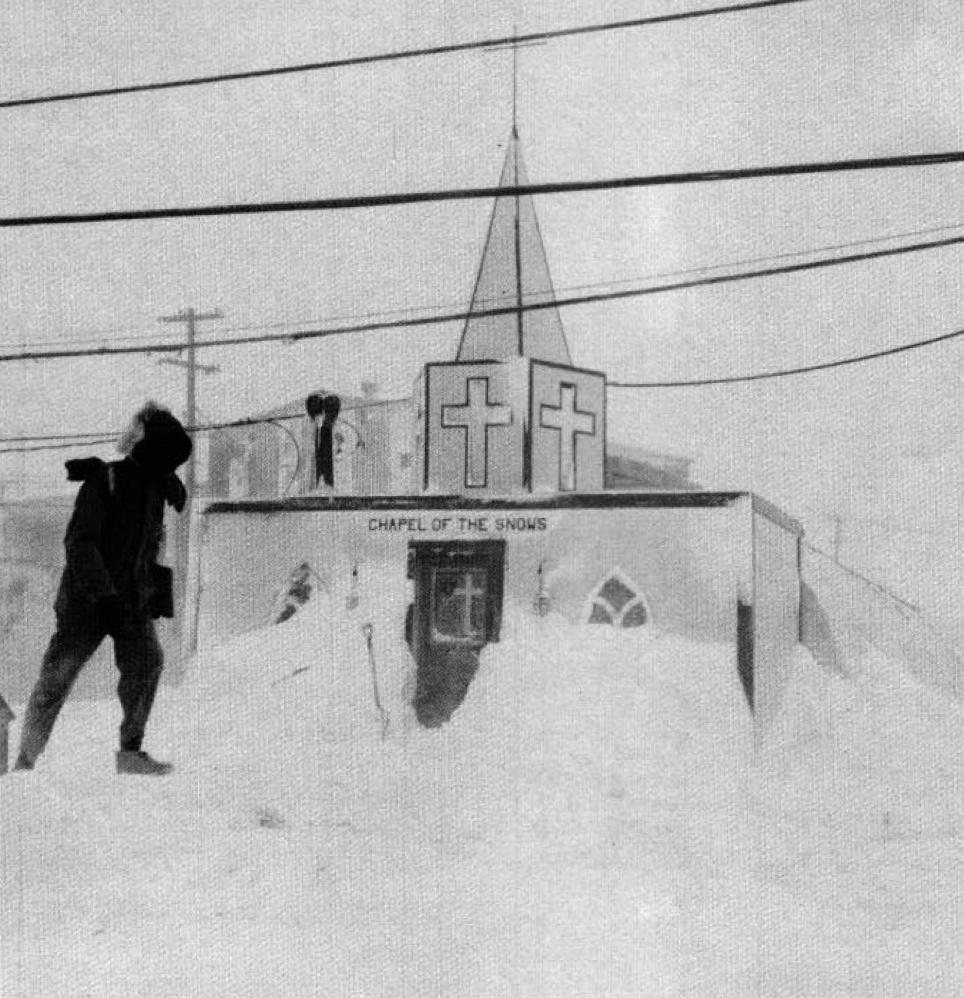
Erste Kapelle (um 1975)